# Стрип-тиз (представа)
Стрип-тиз је позоришна представа коју је режирао Желимир Орешковић према комаду Славомира Мрожека.
Музички сарадник на представи био је Владимир Вучковић.
Премијерно приказивање било је 20. маја 1962. у позоришту ДАДОВ.

## Улоге
| Лица       | Глумци           |
| ---------- | ---------------- |
| Господин А | Љубомир Мирковић |
| Господин Б | Србољуб Милин    |